# Alfamén
Alfamén település Spanyolországban,  Zaragoza tartományban. Alfamén Almonacid de la Sierra, La Almunia de Doña Godina, Cariñena, Cosuenda, Épila és Muel községekkel határos. Lakosainak száma 1494 fő (2024).

## Népesség
A település lakosságának változását az alábbi diagram mutatja:
| Lakosok száma | 1378 | 1507 | 1452 | 1513 | 1609 | 1475 | 1460 | 1446 | 1477 | 1494 |
|               | 2001 | 2004 | 2007 | 2009 | 2012 | 2014 | 2017 | 2019 | 2022 | 2024 |